# Gręboszów (województwo opolskie)
Gręboszów (niem. Grambschütz) – wieś w Polsce położona w województwie opolskim, w powiecie namysłowskim, w gminie Domaszowice.
W latach 1975–1998 miejscowość administracyjnie należała do ówczesnego województwa opolskiego.
| SIMC    | Nazwa           | Rodzaj     |
| ------- | --------------- | ---------- |
| 0493563 | Stary Gręboszów | przysiółek |
| 0493570 | Sułoszów        | przysiółek |

## Zabytki
Do wojewódzkiego rejestru zabytków wpisane są:
- Kościół św. Katarzyny Aleksandryjskiej
- cmentarz parafialny, z k. XVIII w.
- mogiły ofiar II wojny światowej
- zespół pałacowy, z XVIII-XIX w.:
  - Pałac w Gręboszowie, do 1945 r. istniał pałac, który od XVIII w. był w rękach rodu Henckel von Donnersmarck, (nie istnieje)
  - spichrz
  - dwie bramy wjazdowe
  - park z okazami platanów klonolistnych, lip, dębów, żywotników olbrzymich oraz magnolii drzewiastej
  - pawilon chiński, drewniany (przeniesiony → Muzeum Wsi Opolskiej).